# Ángel Labruna
Ángel Labruna (Buenos Aires, 28 september 1918 – aldaar, 20 september 1983) was een Argentijnse voetballer. Samen met Arsenio Erico is hij met 293 goals de recordtopschutter van de Argentijnse competitie. 
Hij begon zijn carrière bij River Plate toen hij José Manuel Moreno moest vervangen, die geschorst was. Hij speelde twintig jaar lang voor de club en won negen titels met de club. Twee keer werd hij topscorer van de Argentijnse competitie (1943 met 23 goals en 1945 met 25 goals). Hij maakte samen met Adolfo Pedernera, José Manuel Moreno, Juan Carlos Muñoz en Félix Loustau, deel uit van La Máquina, dat begin jaren veertig de competitie domineerde. Hoewel deze aanvalslinie maar 18 wedstrijden samen speelden, worden ze gezien als de beste aanval in het Argentijnse voetbal. Trainer en voormalige speler Carlos Peucelle zei dat zijn team bestond uit één doelman en tien aanvallers. Twee jaar na zijn vertrek bij River Plate beëindigde hij zijn spelerscarrière. 
Hij speelde ook 37 keer voor het nationale team. In 1946 en 1955 won hij met zijn team de Copa América en in 1958 speelde hij als bijna veertigjarige op het WK in Zweden. Na zijn spelerscarrière bouwde hij ook een trainerscarrière uit. In 1975 nam hij voor de tweede keer het roer over bij River Plate en leidde de club naar zijn eerste titel in achttien jaar. Hij zou zes titels behalen met de club, een record.
Labruna had twee zonen, Daniel (overleden in 1971) en Omar. Hij stierf in 1983 aan een hartaanval. 